# Heliocheilus syrticola
Heliocheilus syrticola is een vlinder uit de familie uilen (Noctuidae). De wetenschappelijke naam is voor het eerst geldig gepubliceerd in 1879 door Staudinger.
De soort komt voor in Europa.